# Atonement
Atonement – ósmy studyjny album amerykańskiej grupy metalcore'owej Killswitch Engage. Premiera została wyznaczona na 16 sierpnia 2019. 

## Opis
Okładkę stworzył Richey Beckett przy współpracy Mike'a D'Antonio, zaś w utworach pojawili się Howard Jones (były wokalista KsE) i Chuck Billy (Testament). Płytę promowały single "Unleashed" (25 czerwca 2019), "I Am Broken Too" (5 sierpnia 2019) oraz teledyski do utworów "I Am Broken Too", "The Signal Fire" (z Howardem Jonesem), "Us Against The World".
Przy tworzeniu utworu "The Signal Fire", w których gościnnie zaśpiewał poprzedni wokalista grupy Howard Jones, obecny wokalista Jesse Leach zainspirował się fragmentem filmu Władca Pierścieni, a konkretnie sceną rozpalania ognia w celu zasygnalizowania sojusznikom potrzeby pomocy. Według relacji Leacha on sam podczas pracy w studio przy nagraniach albumu potrzebował pomocy wokalnej wskutek kłopotów zdrowotnych ze strunami głosowymi i wówczas przybył na miejsce Jones.
1 maja 2020 grupa wydała za pośrednictwem serwisu Bandcamp zbiór sześciu utworów pod nazwą Atonement II B-Sides For Charity, powstałych podczas sesji nagraniowej do albumu Atonement i jednocześnie zadeklarowano, że dochód z nich uzyskany, zostanie przekazany fundacji działającej na rzecz zwalczania trwającej pandemii COVID-19.

## Lista utworów
| Wersja podstawowa 1. "Unleashed" – 4:35 2. "The Signal Fire" (gośc. Howard Jones) – 3:05 3. "Us Against the World" – 3:19 4. "The Crownless King" (gośc. Chuck Billy) – 3:10 5. "I Am Broken Too" – 2:39 6. "As Sure As the Sun Will Rise" – 2:49 7. "Know Your Enemy" – 3:51 8. "Take Control" – 3:44 9. "Ravenous" – 2:52 10. "I Can’t Be the Only One" – 4:09 11. "Bite the Hand That Feeds" – 4:48 |  | Atonement II B-Sides For Charity 1. "To The Great Beyond" 2. "Hollow Convictions" 3. "Killing Of Leviathan" 4. "No Devotion" 5. "I Feel Alive Again" 6. "Prophets Of Treason" |

## Twórcy
Skład zespołu
- Jesse Leach – śpiew
- Adam Dutkiewicz – gitara prowadząca
- Joel Stroetzel – gitara rytmiczna
- Mike D'Antonio – gitara basowa
- Justin Foley – perkusja